# يسري الغول
يسري الغول (ولد في 15 أغسطس 1980م في غزة) روائي وقاص فلسطيني، كتب يسري الغول العديد من المقالات حول الواقع الثقافي والسياسي الفلسطيني، وصدرت له العديد من المجموعات القصصية منها: "على موتها أغني"، و"خمسون ليلة وليلى".

## التعليم
- حاصل على درجة الماجستير من قسم دراسات الشرق الأوسط بجامعة الأزهر في غزة.
- حاصل على العديد من الدورات الدولية والمحلية في مجال الكتابة الإبداعية والدبلوماسية المتخصصة والقانون الدولي الإنساني وحقوق الإنسان.
- خريج تحالف الحضارات بالأمم المتحدة ضمن برنامج UNAOC.[2]
- حصل يسري على زمالة في منظمة UNAOC التابعة للأمم المتحدة.

## العمل والمشاركات
- ألقى العديد من المحاضرات وتحدث عبر لقاءات في مؤسسات صنع القرار الدولي كالكونغرس والناتو والخارجية الأمريكية والفرنسية ومجلس الوزراء الألماني وغيرهم. حيث أصبح عضواً فيما بعد لتحالف الحضارات في برنامج الأمم المتحدة الخاص بتحالف الحضارات.
- أسس الكاتب يسري الغول تجمع قرطبة الثقافي، أحد أبرز الفعاليات الثقافية الفلسطينية، ومبادرة شغف الثقافية للأدباء الشباب، كما أسس تجمع المشكلين الدوليين – محور غزة، المنبثق عن منتدى التعاون الاقتصادي دافوس.
- يُؤمن بأن المجتمعات مهما كانت متنوعة في ثقافتها وهويتها ودينها، فإن الإنسانية واحدة. وترجم له عدة قصص إلى اللغة الإنجليزية والإيطالية والعبرية.
- نشرت أعماله في مجلات أدبية باللغتين العربية والإنجليزية مثل مجلة This Week In Palestine[3] ومجلة 28،[4] وديوان العرب[5]
- نشر في العديد من الصحف والمجلات الدولية والعربية والمحلية.
- عضو اتحاد الكتاب الفلسطينيين.
- مؤسس تجمع قرطبة الثقافي، أحد أهم الصروح الثقافية في قطاع غزة.
- مؤسس مبادرة شغف الثقافية التي تعني بالإبداع الشاب في قطاع غزة.[6]
- مؤسس محور غزة بتجمع المشكلين الدوليين المنبثق عن منتدى دافوس الاقتصادي.
- شارك في العديد من المؤتمرات والبرامج الدولية التي تختص بمجال حقوق الإنسان والديمقراطية وتعدد الحوارات والثقافات.

## المؤلفات
- على موتها أغني، قصص، أوغاريت للنشر والترجمة، رام الله، 2007.
- قبل الموت بعد الجنون، قصص، أوغاريت للنشر والترجمة، رام الله، 2010.
- الموتى يبعثون في غزة، قصص، فضاءات للنشر والتوزيع، عمان، 2015.
- خمسون ليلة وليلى، قصص، فضاءات للنشر والتوزيع، عمان، 2016.
- غزة 87، رواية، مكتبة سمير منصور، غزة، 2017.
- نساء الدانتيل، قصص، فضاءات للنشر والتوزيع، عمان، 2020.[7]
- مشانق العتمة، رواية، المؤسسة العربية للدراسات والنشر، بيروت، 2021.
- جون كينيدي يهذي أحياناً، قصص، 2023.[8]
- ملابس تنجو بأعجوبة، المؤسّسة العربية للدراسات والنشر في بيروت، 2024[9]